# Развивающиеся рынки
Развивающиеся рынки (англ. emerging markets) — развивающиеся страны или страны с переходной экономикой, имеющие  рыночную экономику, которые интегрированы в мировую экономику, однако не полностью соответствуют стандартам развитых стран и обладают не полностью сформировавшимися рыночными институтами.

## Список стран

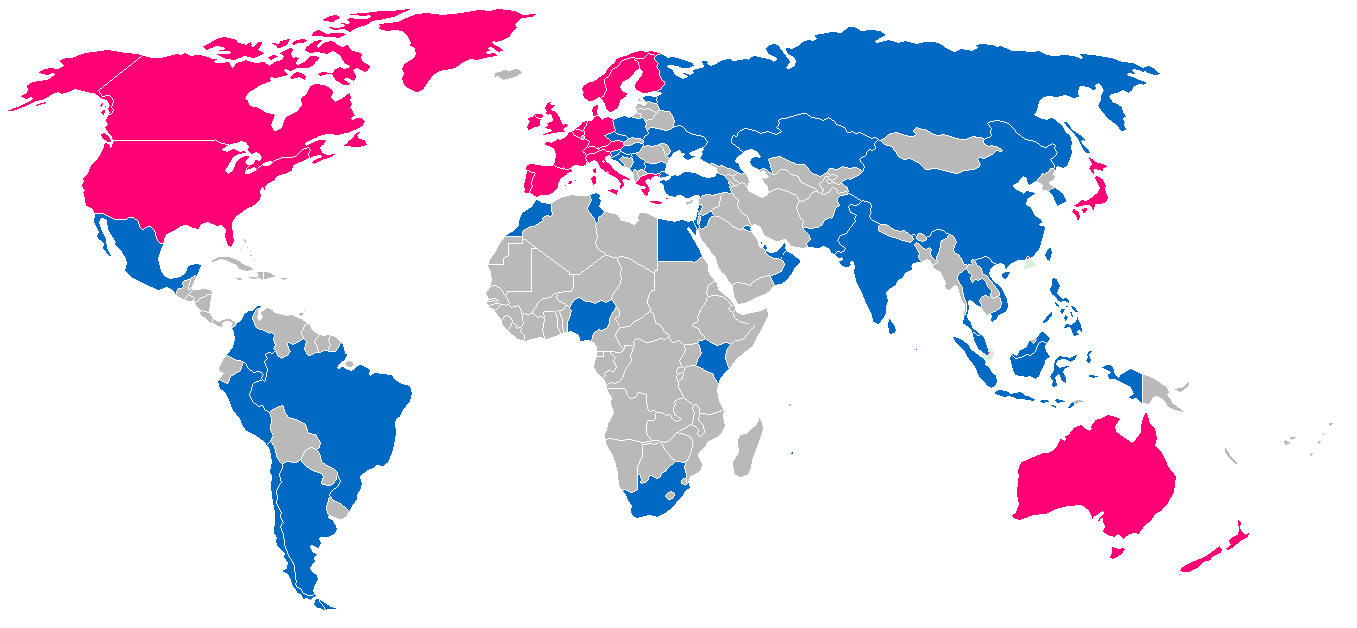
Индекс MSCI (Morgan Stanley Capital International) All Country World, 2006
Развитые рынки
Развивающиеся рынки

Составить полноценный список развивающихся (или развитых рынков) достаточно сложно. Наиболее распространенными «барометрами» степени развитости рынков являются финансовые СМИ (вроде The Economist) или же составители биржевых индексов (такие как Morgan Stanley Capital International).

По состоянию на июль 2006-го года следующие страны были включены в индекс развивающихся рынков MSCI Emerging Markets
| Россия Бразилия Чили Китай |  | Чехия Египет Венгрия Индия Индонезия |  | Малайзия Мексика Марокко Южная Корея |  | Перу Филиппины Польша Тайвань |  | ЮАР Таиланд Турция Колумбия |

Список, составленный журналом The Economist, включает все страны в индексе MSCI, а также Гонконг, Сингапур и Саудовскую Аравию. MSCI причисляет Гонконг и Сингапур к развитым рынкам.
Также для выявления различий между развитыми, развивающимися и недостаточно развитыми странами, а также для оценки воздействия экономической политики на качество жизни используется индекс человеческого развития (ИЧР), который включён в Отчёт о развитии человечества из Программы развития ООН.
Существует ещё такое понятие, как новые индустриальные страны (НИС) — это группа развивающихся стран, в которых за последние десятилетия произошёл качественный скачок социально-экономических показателей. Экономика этих стран за короткий срок совершила переход от отсталой, типичной для развивающихся стран, к высокоразвитой.
Исходные новые индустриальные страны:
- НИС «первой волны»: Гонконг, Республика Корея, Сингапур, Тайвань (их ещё называют «4 азиатских тигра» или «4 азиатских дракона»); из латиноамериканских стран сюда относят Аргентину, Бразилию и Мексику.

Новейшие индустриальные страны:
- НИС «второй волны»: Индия, Малайзия, Таиланд, Чили;
- НИС «третьей волны»: Индонезия, Турция;
- НИС «четвертой волны»: Иран, Филиппины.

Перспективные индустриальные страны из Группы одиннадцати:
- Нигерия, Египет, Пакистан, Бангладеш, Вьетнам.

Существует две основные модели НИС:
- Азиатская модель: развитие национальной экономики с преимущественной ориентацией на внешний рынок;
- Латиноамериканская модель: развитие национальной экономики с ориентацией на импортозамещение.

Общие черты новых и новейших индустриальных стран:
- демонстрируют самые высокие темпы экономического развития (8 % в год у НИС 1 волны);
- ведущей отраслью является обрабатывающая промышленность;
- главная визитная карточка — производство бытовой техники и компьютеров, одежды и обуви.
- экспортоориентированная экономика (Азиатская модель);
- активная интеграция (АТЭС, ЛАИ, МЕРКОСУР);
- образование собственных ТНК, не уступающих ТНК ведущих стран мира;
- большое внимание уделяется образованию;
- использование высоких технологий;
- привлекательны для ТНК вследствие дешевизны рабочей силы, обладания значительными сырьевыми ресурсами, развития банковского и страхового сектора.

## Проблемы с классификацией
Поскольку стандартизированная классификация вроде фондового индекса создается прежде всего для инвесторов, она несет в себе по крайней мере два существенных недостатка. Один из них — элемент исторической предвзятости. Очень часто рынки остаются в индексе даже после того как они вступили на одну ступень развития с т. н. «развитыми» рынками. Например, Южная Корея, Тайвань, Израиль, и Чехия традиционно считаются развивающимися рынками, несмотря на то, что по многим показателям их экономику можно назвать развитой. Standard & Poor's, ещё один известный составитель биржевых индексов, причисляет Южную Корею к развитым рынкам. Россия, в последние годы, по данным ИЧР, составленной на основе оценочных данных ООН, имеет основания называться развитой экономикой.
Другой недостаток подобной классификации — нарочное упрощение списка стран в индексе. Слишком маленькие страны, равно как и страны с недостаточной финансовой ликвидностью, очень часто не включаются в подобные списки. Примеры подобных стран:

В Европе:
- Казахстан
- Латвия
- Литва
- Словакия
- Словения
- Турция
- Украина
- Хорватия
- Эстония

В Америке:
- Венесуэла
- Коста-Рика
- Уругвай
- Эквадор

В Азии:
- Вьетнам
- Казахстан
- Ливан
- Турция

В Африке:
- Ботсвана
- Нигерия
- Тунис